# 武汉众邦银行
武漢眾邦銀行股份有限公司（簡稱武漢眾邦銀行，縮寫：Z-BANK）银行定位是服务小微及互联网交易，是中華人民共和國境內银监会批准成立的第11家開業的民營銀行，也是湖北省首家獲批開業的民營銀行。

## 曆史沿革
- 2016年12月5日，中國銀監會批准武漢眾邦銀行籌備[2]，注冊資本20億元人民幣。
- 2017年4月24日，湖北銀監局批准其開業[3]
- 2017年5月18日，武漢眾邦銀行正式營業[4]。

## 業務發展
眾邦銀行定位于專注服務中小微企業和消費類個人用戶，采用線上爲主，線下爲輔交互模式運行。其以“物流金融”和“科技金融”爲經營理念，致力打造“互聯網+供應鏈金融”營業模式，使現金管理、貿易融資、支付結算及資産托管等業務融合共生。

## 外部連結
- 武漢眾邦銀行官方網站 （页面存档备份，存于）（简体中文）